# Benjamín Moreno Bascur
Benjamin Moreno Bascur (Santiago, 2 de abril de 1993) es un ingeniero agrónomo, jinete de rodeo, dirigente corralero y político chileno, militante del Partido Republicano. Desde marzo de 2022 se desempeña como diputado de la República en representación del distrito n° 17 de la Región del Maule, por el periodo legislativo 2022-2026.

## Familia y estudios
Nació en Santiago, el 2 de abril de 1993; hijo de Cristián Moreno Benavente y de Isabel Margarita Bascur Llona. Realizó su enseñanza básica y media en el Colegio San Isidro de la comuna de Buin. Luego continuó los superiores en la Pontificia Universidad Católica (PUC), casa de estudios a la que representó como jinete de rodeo en el Campeonato Nacional Universitario, en 2016. En junio de 2018 fue elegido como presidente de la Organización Nacional  de Rodeo de la Educación Superior (Onares).

## Carrera política
Entró a la política siendo jefe de gabinete del excandidato presidencial, José Antonio Kast.
En 2021 presentó su candidatura a diputado por el distrito n° 17, que comprende las comunas de Constitución, Curepto, Curicó, Empedrado, Hualañé, Licantén, Maule, Molina, Pelarco, Pencahue, Rauco, Río Claro, Romeral, Sagrada Familia, San Clemente, San Rafael, Talca, Teno y Vichuquén por la lista del Frente Social Cristiano. Fue elegido tras obtener 16.724 votos correspondientes a un 6,92% del total de sufragios válidamente emitidos, asumiendo el cargo el 11 de marzo de 2022. Integra las comisiones permanentes de Defensa Nacional y de Agricultura, Silvicultura y Desarrollo Rural.
Durante la guerra ruso-ucraniana, el diputado apoyó a Ucrania visitando el país en mayo de 2022 junto a Rojo Edwards y Cristián Araya.

## Historial electoral

### Elecciones parlamentarias de 2021
- Elecciones parlamentarias de 2021, candidato a diputado por el distrito 17 (Constitución, Curepto, Curicó, Empedrado, Hualañé, Licantén, Maule, Molina, Pelarco, Pencahue, Rauco, Río Claro, Romeral, Sagrada Familia, San Clemente, San Rafael, Talca, Teno y Vichuquén)[6]